# Dow Hoz

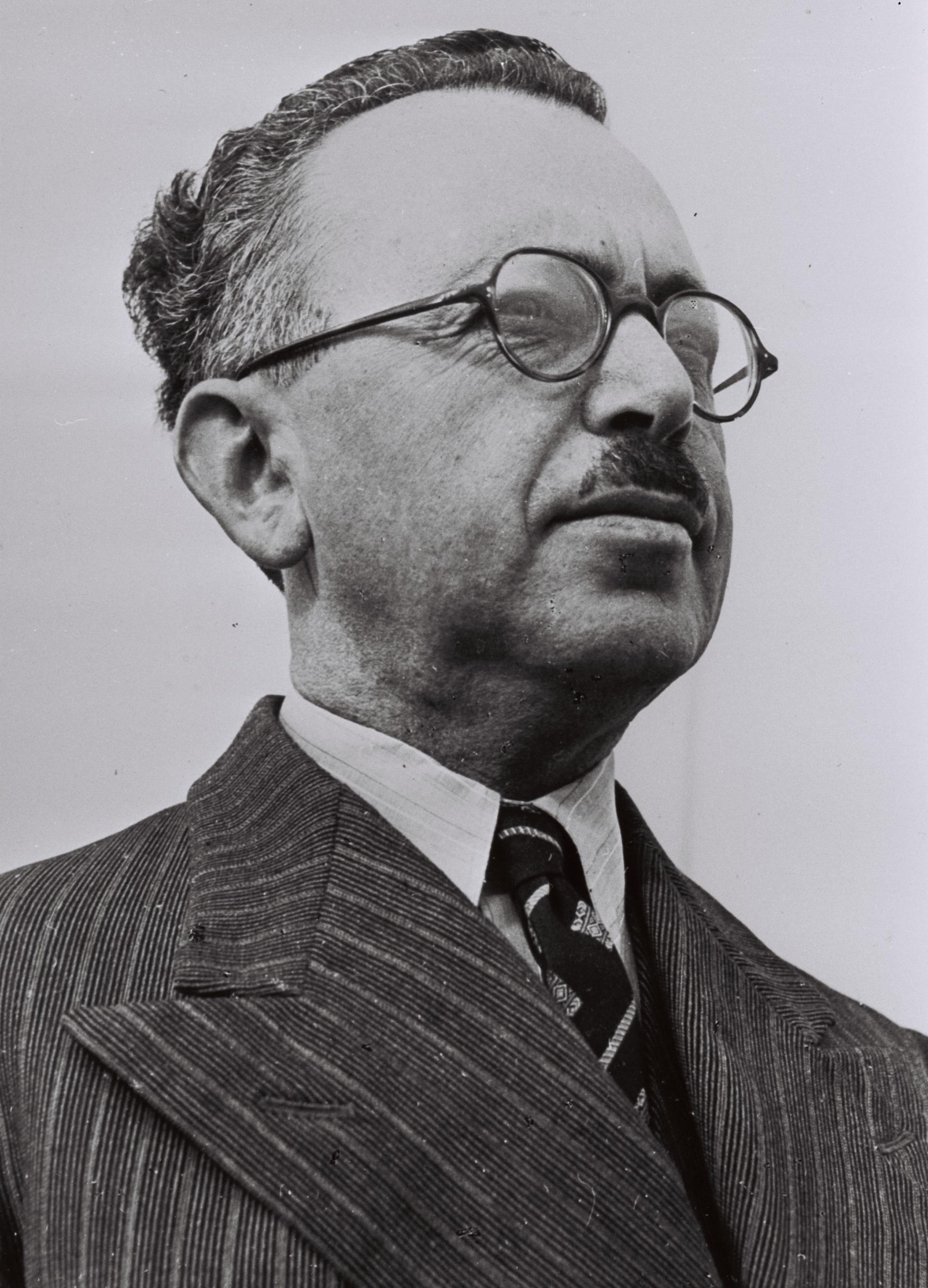
Dow Hoz (Mai 1940)

Dow Hoz (hebräisch דב הוז‎; * 1894 in Orscha, Russisches Kaiserreich; † 29. Dezember 1940 bei Tel Aviv) war ein zionistischer Politiker, Gewerkschafter und Flugpionier des Jischuv. Er war ein Anführer des sozialistischen Zionismus von Mapai und Histadrut und einer der Gründer der Hagana. Der Historiker Zachary Lockman bezeichnet Hoz als „einen der wenigen obersten Histadrut-Leader, die sich ernsthaft für die arabischen Arbeiter interessiert hatten“.

## Leben
Dow Hoz emigrierte 1906 mit seiner Familie ins damals osmanische Palästina. Zusammen mit Schaul Avigur, Elijahu Golomb und Mosche Scharet, dessen Schwester Hoz später heiratete, gehörte er ab 1909 einer Gruppe von Jugendlichen an, die die Sicherheitsaufsicht in und um Tel Aviv organisierte.
Während des Ersten Weltkrieges diente Hoz in der osmanischen Armee. Nachdem er von einem Urlaub nicht zurückkehrte, um die Absicherung der jüdischen Siedlungen in Palästina fortzusetzen, wurde er zum Tode verurteilt. Er entging der Vollstreckung des Urteils durch Flucht in den britisch besetzten Südteil Palästinas und trat dort in die Jüdische Legion ein.
Von 1920 bis 1930 war er Mitglied des Zentralkomitees der Hagana, ab 1931 bis 1940 Mitglied des Nationalen Kommandozentrums. Als führender Kopf der Nationalbewegung war er Mitglied einer Gruppe, die später die Partei Achdut haAwoda gründete. 1935 wurde er Vize-Bürgermeister von Tel Aviv. Er war Gründer und Chef der Organisation Awiron, die das Flugwesen in Palästina einführte. Die Gesellschaft bildete Piloten aus und begründete Fluglinien. Sie gehörte zur Hagana. 
Hoz wurde als Vertreter des Gewerkschaftsbunds Histadrut von der Peel-Kommission angehört. Auf die Fragen der Kommissionsmitglieder, ob die von der Histadrut angestrebte Politik der „jüdischen Arbeit“ eine Entfernung arabischer Arbeiter vorsah, antworteten Hoz und andere Leiter der Histadrut ausweichend. Hoz betonte hinsichtlich jüdischer Einwanderung und Ansiedlung, sowie der jüdischen Bildungs- und Kulturarbeit: „Es gibt Sachfragen, von denen wir nicht denken, dass Araber oder die arabischen Gewerkschaften daran interessiert sein würden“. Das Bestehen eines Interessenkonflikts zwischen arabischen und jüdischen Arbeitern verneinte er vor der Anhörungkommission.

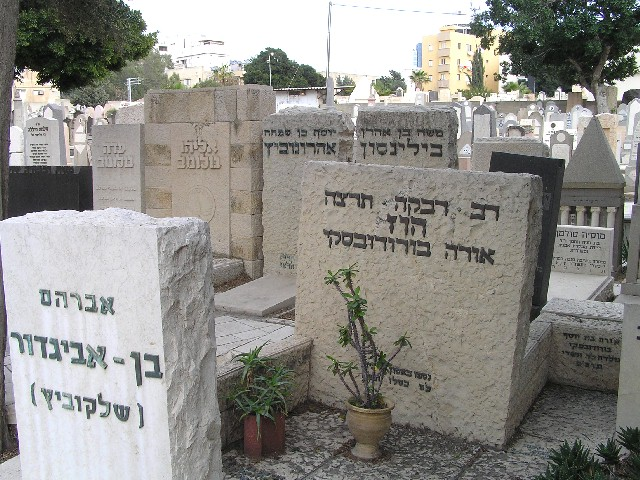
Das Grab von Dow Hoz auf dem Trumpeldor-Friedhof in Tel Aviv

Auf der Rückfahrt von einem Besuch bei einsitzenden Haganah-Mitgliedern im Gefängnis Akkon starb Hoz im Dezember 1940 bei einem Autounfall, bei dem auch seine Frau Riwka Hoz, seine Tochter Tirza Hoz, seine Schwippschwägerin Zviah Schertoq, seine Nichte Ora Borodovsky sowie sein Freund Jizchaq Ben Jaaqov starben. Begraben wurde Dow Hoz auf dem Trumpeldor-Friedhof in Tel Aviv.

## Ehrungen
- Die Fede, ein Schiff der La-Spezia-Affäre, erhielt seinen Namen als Hagana-Codename für die Überfahrt nach Palästina.[3]
- Der Kibbuz Dorot in der Negev wurde zu Ehren von Dow, Riwka und Tirza Hoz benannt.
- Der ehemalige Flughafen Sde Dow in Tel Aviv wurde nach ihm benannt.